# Gloydius blomhoffii
Gloydius blomhoffii là một loài rắn trong họ Rắn lục. Loài này được Boie mô tả khoa học đầu tiên năm 1826.
Rắn Mamushi được tìm thấy ở Trung Quốc, Nhật Bản và Hàn Quốc. Có bốn phân loài bao gồm các phân loài được chỉ định được mô tả ở đây.
Loài này và loài habu Okinawa là loài rắn độc nhất ở Nhật Bản. Mỗi năm, 2000-3000 người ở Nhật Bản bị cắn bởi một con mamushi. Nạn nhân bị cắn thường phải điều trị một tuần trong bệnh viện. Các vết cắn nghiêm trọng đòi hỏi phải được chăm sóc đặc biệt và khoảng 10 nạn nhân tử vong hàng năm. 

## Môi trường sống
Loài này hiện diện trong một loạt các môi trường sống, bao gồm đầm lầy, đầm lầy, đồng cỏ, rừng cây mở, sườn đồi đá và các đỉnh núi đá. 

## Chế độ ăn
Rắn mamushi ẩn nấp trong một bụi cây cao hơn mặt đất một chút, chờ phục kích bắt con mồi đi qua
Nó thường là một loài săn mồi phục kích sử dụng khả năng ngụy trang tuyệt vời của nó để ẩn mình trong thảm thực vật hoặc rác lá. Chúng săn và ăn chủ yếu là loài gặm nhấm, nhưng cũng có những loài chim nhỏ, thằn lằn và côn trùng. Chúng thường được tìm thấy trong và xung quanh trang trại chăn nuôi.

## Hình ảnh

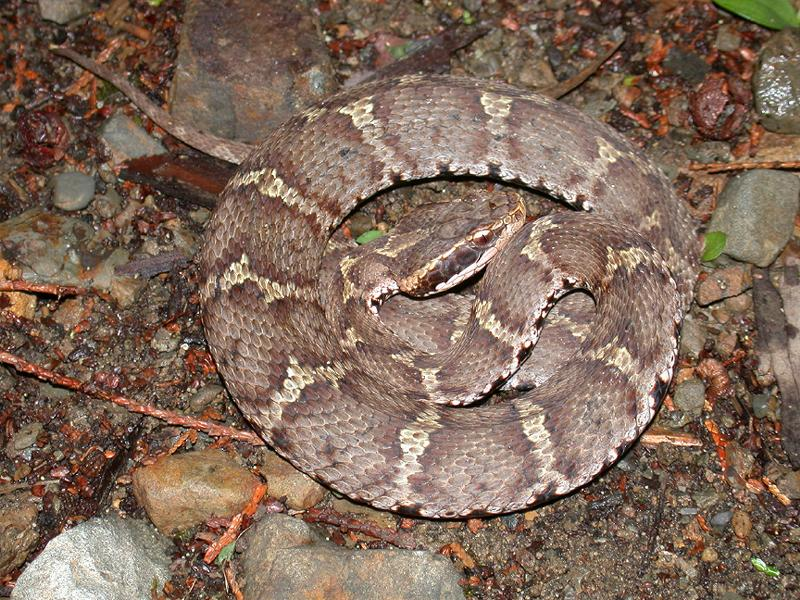